# Lobster Island (Antigua)
Lobster Island ist eine kleine Insel vor der Nordostküste der Karibikinsel Antigua des Staates Antigua und Barbuda.

## Lage und Landschaft
Lobster Island liegt zusammen mit weiteren kleinen Eilanden (Galley Islands, Hells Gate Island, Red Head Island, Exchange Island, Rabbit Island und Great Bird Island) vor der Nordspitze der Insel Guiana Island am Nordostende des North Sound. Zusammen mit Rabbit Island und Red Head Island liegt sie schützend vor Pauls Bay. Eine Reihe von Riffen zieht sich bis zu einem Kap von Guyana Island. Verwaltungsmäßig gehört sie zum Saint Peter Parish.

## Nutzung und Naturschutz
Seit 2006 gehört die Insel zum North East Marine Management Area (NEMMA, 78 km²), ein recht unspezifisches Schutzgebiet. 2007 wurde auch ein Offshore Islands Important Bird Area (AG006), unter dem die antiguanischen Nebeninseln als bedeutenden Gebiet für Küstenvögel zusammengefasst sind, festgestellt.